# 近藤久次郎

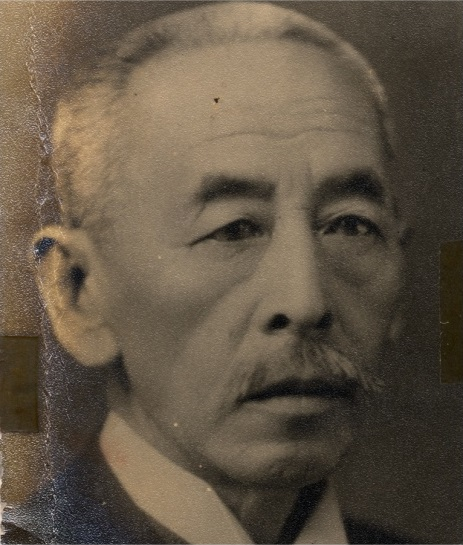
近藤久次郎肖像

近藤久次郎（1858年8月24日—1926年8月14日），日本安藝國（今廣島縣）人，臺灣日治時期氣象學家，有「日本氣象學界的先覺者」之譽。

## 生平
近藤久次郎在安政六年（1858年）和曆七月十六日出生於安藝國，為廣島藩士族近藤完太郎的二男。1874年赴廣島英語學校求學，1877年前往東京，就讀於山田漢字補習班，1878年進入大藏省工作，1886年轉任內務省地理局。1890年8月7日擔任中央氣象臺（今氣象廳）技手，1896年擔任臺灣總督府測候技手及臺灣總督府測候所所長，同年4月4日自宇品港（今廣島港南區）出發，7日抵臺。抵臺後，即與臺灣總督府通信局海事課課長遠藤可一一同探尋適合設立氣象測候所之地點，最終選定臺中、臺南、恆春、澎湖。1896年8月14日擔任臺北測候所（今交通部中央氣象局）所長及臺灣總督府民政局技手，開始進行臺灣最早的每小時氣象觀測，並於每日定期發送天氣預報，亦有製作颱風警報。
1897年3月10日，其攜帶山岳用水銀晴雨計、空盒晴雨計及普通寒暖計等氣象儀器赴紅頭嶼（今蘭嶼）及火燒嶼（今綠島）進行氣象觀測調查，並提議增設測候所。12月25日與和田雄治作伴勘查即將建造臺中測候所（今臺中氣象站）之地點，翌年1月11日其二人前往視察恆春測候所（今恆春氣象站）。1898年4月26日進行測候所現況普查，同年10月14日至26日赴基隆及淡水調查警報信號標破損之問題，後向臺灣總督兒玉源太郎呈報〈基隆及淡水警報信號標破損取調復命書〉。1899年8月14日擔任燈臺所測候所事務監督，1901年2月前往東京中央氣象臺參加全國氣象協議會，5月7日任臺灣總督府測候所技師，後赴香港、福州及上海等地視察。1907年2月15日擔任土木監工事務囑託，翌年1月23日擔任基隆築港局氣象觀測事務囑託。
1910年7月2日根據天文學家一戶直藏及小倉伸吉的實地探勘結果，向臺灣總督府提出設立臨時新高山觀測所（今玉山氣象站），翌年與一戶提出〈新高山觀測所設置計畫〉。1912年9月12日將一戶所撰，申請建造阿里山小塔山天文臺之報告書遞交給臺灣總督佐久間左馬太，1918年10月因海事需要，於翌年1月開始進行磁氣（地球磁力）觀測，1919年12月8日擔任民曆編修囑託。1924年12月26日擔任臺灣總督府技師，隔天即以身患疾病為由辭職，翌年3月辭去臺北測候所所長之職務，離臺返回東京居住。1925年10月為表彰其功績，由色布米作、今川淵、小野岐、寺本貞吉等14人發起為其建立銅像，委託須田晃山鑄造。1926年4月獲推薦成為日本氣象學會幹事長，同年8月14日因胃癌病逝，享壽68歲。

## 銅像
1926年11月6日其銅像完成，在臺北測候所進行揭幕典禮，安置於該所庭院內。後近藤久次郎銅像在全臺各測候所玄關陸續設置，二戰末期大部分均被收繳製造子彈。花蓮氣象站站長陳世嵐約於1990年代在地下室雜物堆內發現一尊銅像，因不知其來歷，又聽氣象局前輩稱，該銅像在各測候所玄關上皆曾設置，上班前所有員工都會向其行禮，故激起其探究之欲，調閱臺灣總督府檔案後，才發覺銅像主人為近藤久次郎，是全臺僅存之近藤久次郎銅像。陳世嵐在2014年8月27日所召開之「第八屆臺灣總督府檔案學術研討會」中發表〈臺灣氣象事業奠基者—近藤久次郎所長〉一論文，並請蒲添生雕塑紀念館翻塑銅像5尊，將其中之一於研討會中獻予國史館臺灣文獻館。